# Jak hartowała się stal (film 1942)
Jak hartowała się stal (ros. Как закалялась сталь, Kak zakalałas' stal) – radziecki film z 1942 roku w reżyserii Marka Donskiego. Adaptacja powieści o tym samym tytule Nikołaja Ostrowskiego.

## Obsada
- Władimir Perist-Petrenko jako Paweł Korczagin
- Daniił Sagał jako Fiodor Iwanowicz Żuchraj
- Irina Fiodotowa jako Tonia
- Nikołaj Bubnow jako Artiom
- Aleksandr Chwyla
- Boris Runge jako Sierożka
- Władimir Bałaszow jako Wiktor Leszczynski
- Anton Dunajski